# Meehania

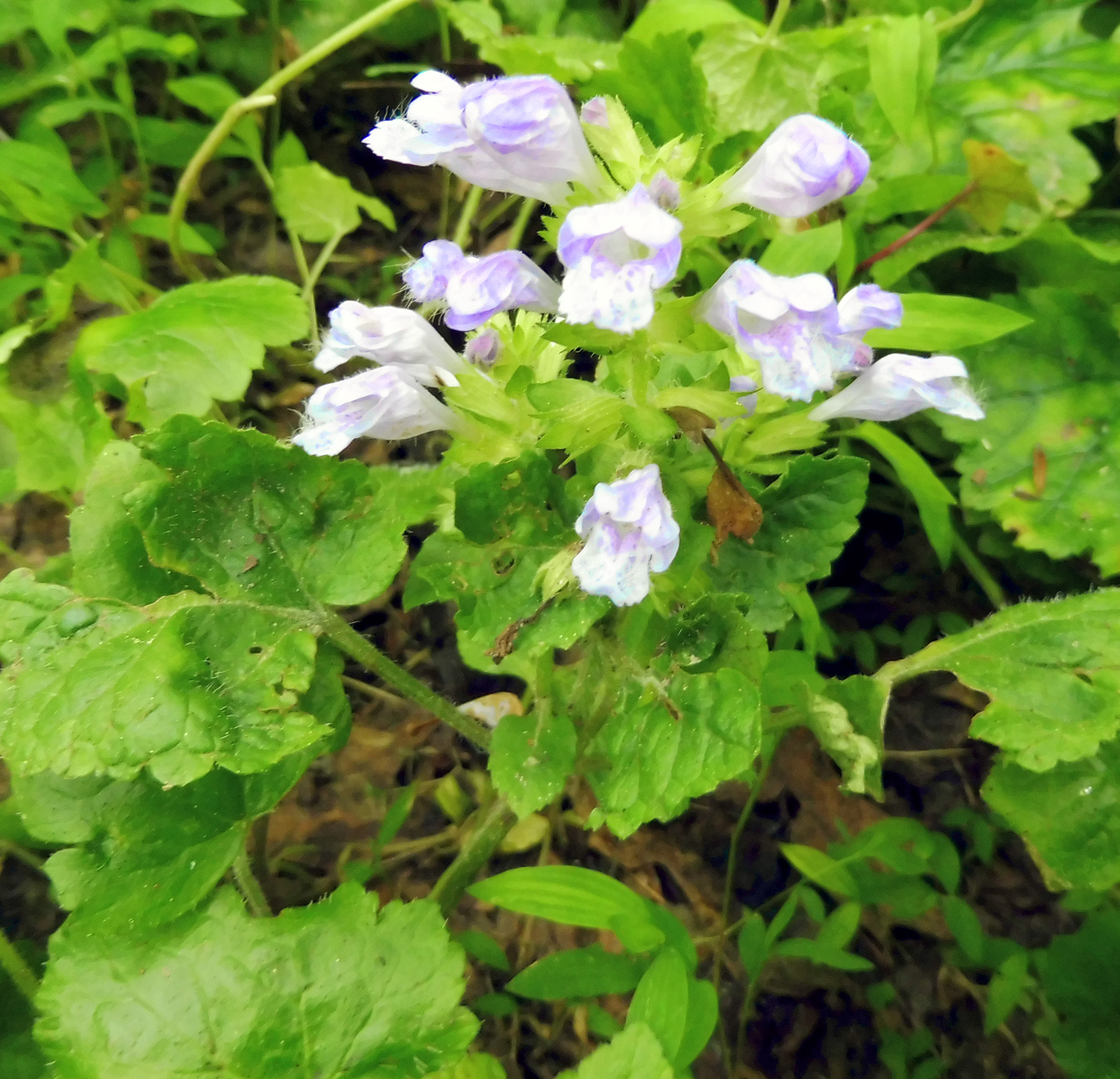
Meehania cordata

Meehania – rodzaj roślin należących do rodziny jasnotowatych. Należy do niego 7 gatunków. Występują one w strefie tropikalnej i subtropikalnej Azji Wschodniej (w Chinach rośnie ich pięć gatunków, w Japonii – dwa). Jeden gatunek – Meehania cordata występuje we wschodniej części Ameryki Północnej i on też uprawiany jest jako roślina okrywowa, zwłaszcza w parkach i ogrodach o charakterze leśnym. Walorem są wonne, gruczołowate kielichy tych roślin.
Naukowa nazwa rodzaju upamiętnia Thomasa Meehana (1826–1901) – ogrodnika i botanika z Filadelfii.

## Morfologia
PokrójRośliny jednoroczne i byliny z rozłogami osiągające do 0,3 m wysokości. Pędy u nasady drewniejące, w węzłach owłosione.
LiścieUlistnienie nakrzyżległe. Liście ogonkowe, zwykle nagie, o blaszce sercowatej do lancetowatej. Blaszka cienka, na brzegu karbowana.
KwiatyZebrane po kilka (czasem tylko dwa) w nibyokółkach luźno skupionych w szczytowej części pędu. Kielich wonny, zrosłodziałkowy, z 15 żyłkami przewodzącymi i pięcioma ząbkami. Korona fioletowoniebieska, zrosłopłatkowa. U nasady pięć zrośniętych płatków tworzy długą rurkę zakończoną dwiema wargami. Warga górna krótsza, prosta, kończy się dwiema łatkami lub wycięciem, a dolna dłuższa, z trzema łatkami, z których środkowa jest większa od bocznych. Cztery pręciki w dwóch parach, nie wystają z rurki korony lub rzadziej wystają z niej dwa dłuższe pręciki. Pylniki są nieco owłosione. Zalążnia górna, złożona z dwóch owocolistków, dwukomorowa, w każdej komorze z dwoma zalążkami. Szyjka słupka pojedyncza, cienka, z dwudzielnym znamieniem.
OwoceCzterodzielne rozłupnie, rozpadające się na cztery pojedyncze, gładkie lub owłosione rozłupki.

## Systematyka
Pozycja taksonomiczna
Rodzaj z podrodziny Nepetoideae z rodziny jasnotowatych (Lamiaceae Lindl.).
Wykaz gatunków
- Meehania cordata (Nutt.) Britton
- Meehania faberi (Hemsl.) C.Y.Wu
- Meehania fargesii (H.Lév.) C.Y.Wu
- Meehania henryi (Hemsl.) Y.Z.Sun ex C.Y.Wu
- Meehania montis-koyae Ohwi
- Meehania pinfaensis (H.Lév.) Y.Z.Sun ex C.Y.Wu
- Meehania urticifolia (Miq.) Makino